# Abtei Neresheim

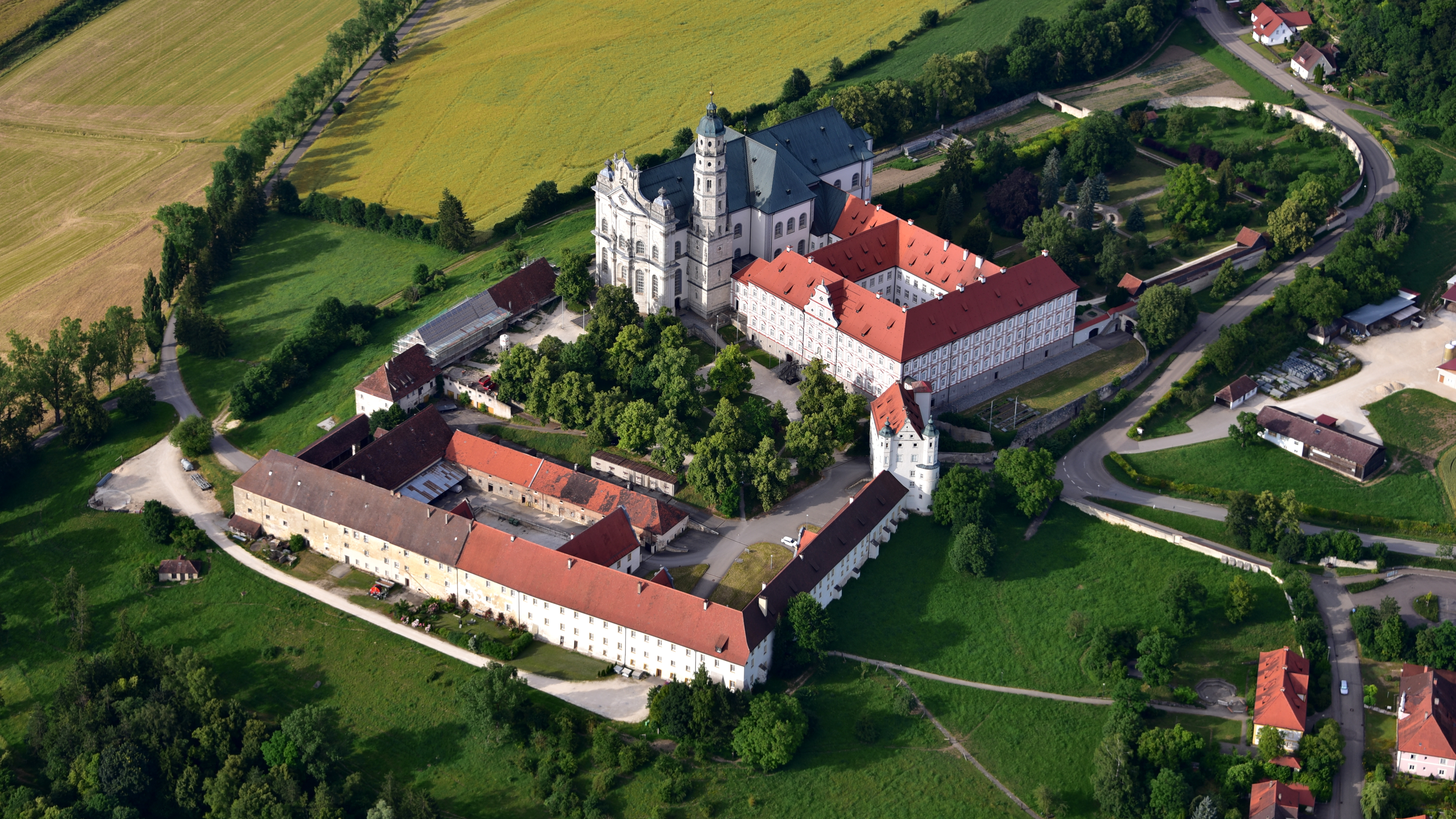
Benediktinerabtei Neresheim (2016)

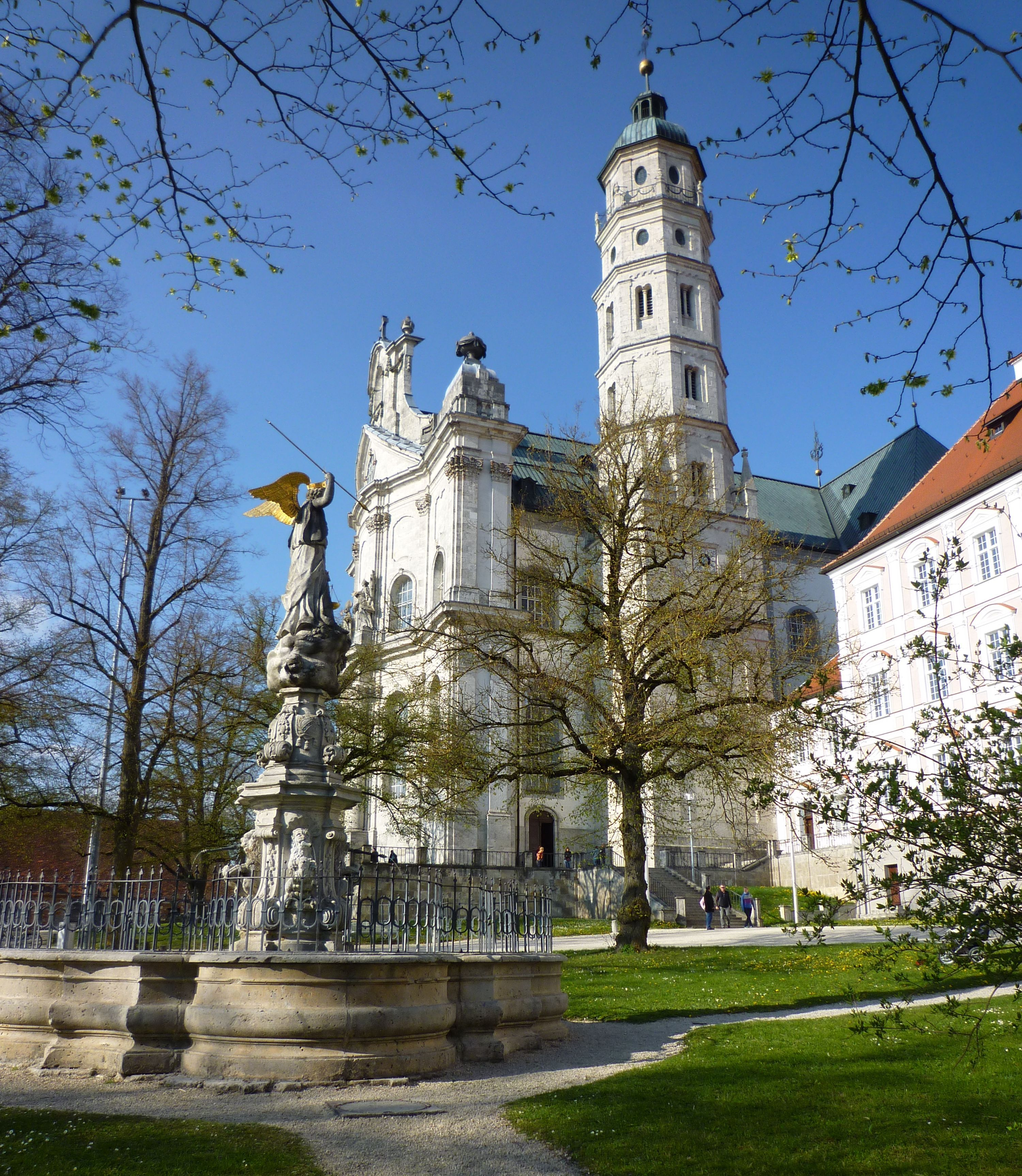
Die Klosterkirche (westliches Ende des Langhauses), davor der ältere, 1617–1627 erbaute Glockenturm, rechts das Konventgebäude

Die Abtei Neresheim (lat. Abbatia Neresheimensis; Patrozinium: St. Ulrich und Afra), auch Kloster Neresheim genannt, ist ein Benediktinerkloster in der Diözese Rottenburg-Stuttgart in Württemberg, das zur Beuroner Benediktiner-Kongregation gehört. Die Klosteranlage liegt oberhalb der Stadt Neresheim im Ostalbkreis auf dem Ulrichsberg in dominierender Lage über dem Härtsfeld. Das Kirchengebäude, ein von ihm nicht mehr selbst vollendetes Spätwerk Balthasar Neumanns, mit Fresken von Martin Knoller, zählt zu den bedeutendsten deutschen Kirchenbauten des Spätbarock.

## Geschichte

### 11. bis 18. Jahrhundert
Siehe auch: Burg Neresheim

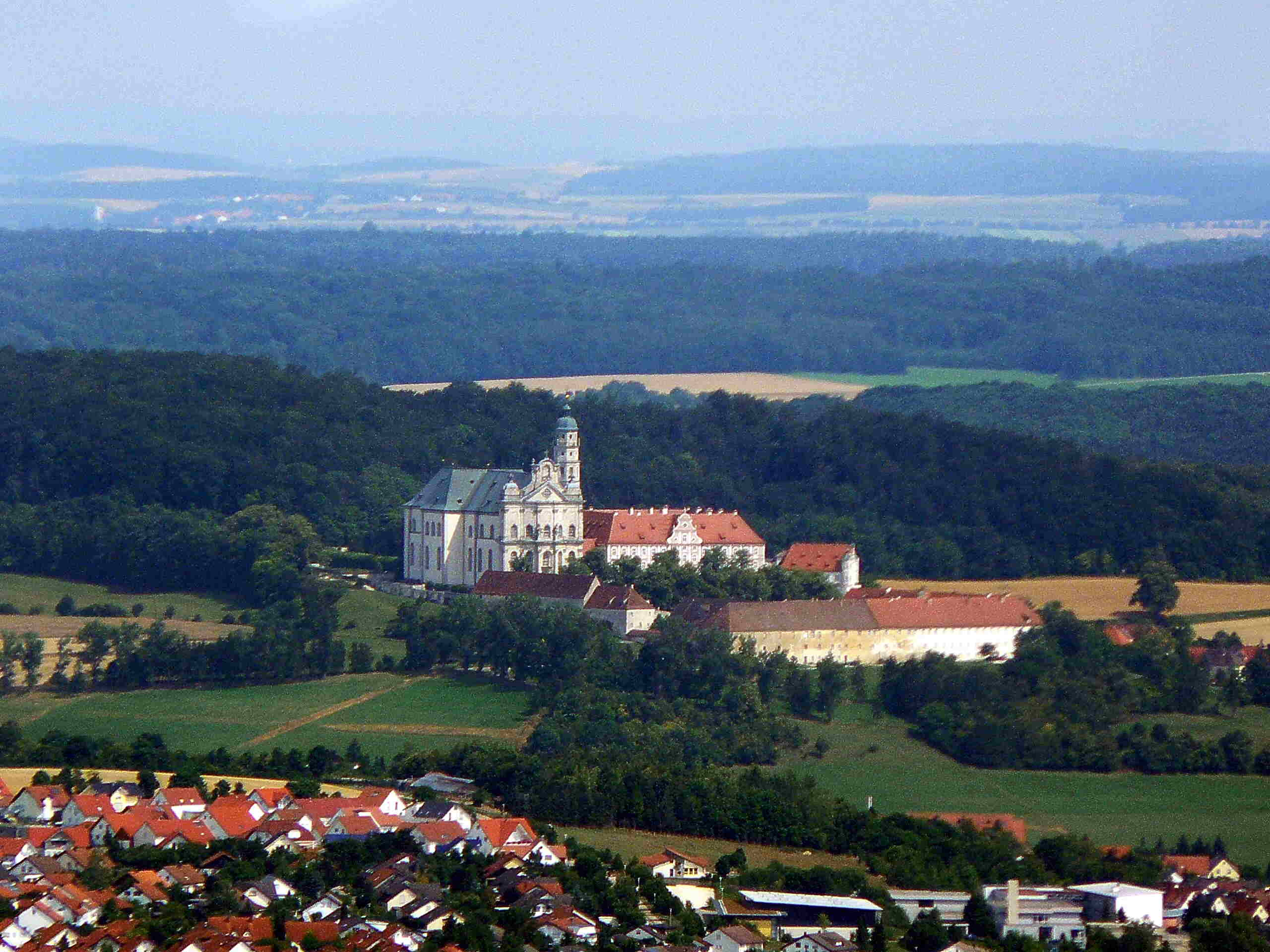
Westansicht des gesamten Geländes

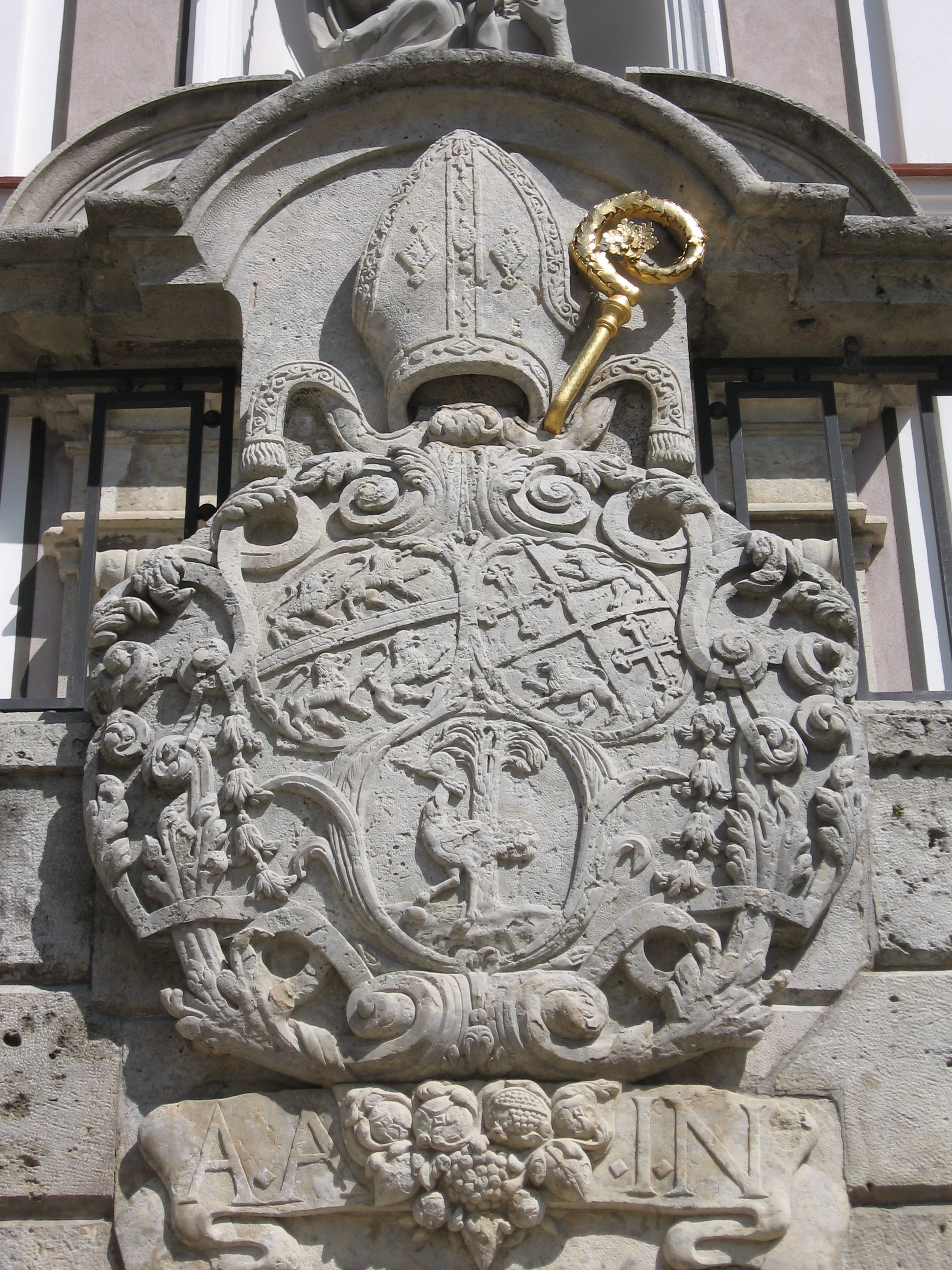
Das viertgeilte Wappen der Abtei befindet sich in diesem Abtswappen oben rechts bzw. heraldisch links

Noch im 17. Jahrhundert ging man davon aus, dass das Neresheimer Kloster bereits im Jahr 777 von Baiernherzog Tassilo III. gestiftet wurde. Laut Überlieferung sei das Kloster bei den Ungarneinfällen (899–955) zerstört und von den Grafen von Dillingen bis 1095 wieder aufgebaut worden. Diese Geschichte ist mit der heutigen Erkenntnis nicht haltbar.
Das Kloster wurde 1095 von Graf Hartmann I. von Dillingen und seiner Frau Adelheid von Winterthur-Kyburg, vermutlich eine Tochter des letzten Winterthurer Grafen Adalbert II. und damit Stammmutter der Grafen von Kyburg, als Augustiner-Chorherrenstift auf seiner Burg Neresheim gegründet und 1106 in eine Benediktinerabtei umgewandelt, die sich der Hirsauer Reform anschloss. Die ersten (Benediktiner-)Mönche kamen 1106 aus der Abtei Petershausen und 1119 eine zweite Gruppe aus der Abtei Zwiefalten, wobei der aus Zwiefalten kommende Abt Ortlieb (1140–1163) unter den Neresheimer Äbten des Mittelalters hervorragt. Neben der Männergemeinschaft existierte auch ein Frauenkonvent, der jedoch Mitte des 13. Jahrhunderts einging.
Die Dillinger hatten sich lediglich die Vogteirechte über die Abtei gesichert, was nach dem Aussterben der Grafen 1258 einen jahrhundertelangen Rechtsstreit um den Status des Klosters, das sich keinesfalls mit der drohenden Landsässigkeit abfinden wollte, auslöste. Als Nachfolger der Dillinger beanspruchten die Grafen von Oettingen diese Rechte. Außerdem machte das Hochstift Augsburg, dessen Bischof in verwandtschaftlicher Beziehung zur Stifterfamilie stand, Ansprüche geltend. 1263 beendet ein Urteil von Albertus Magnus – vorerst – den Streit: Die Vogtei kam formal an das Hochstift, blieb de facto aber in Form einer Pfandschaft bei Oettingen.
Im 13. Jahrhundert besaß die Abtei sieben Dörfer sowie Streubesitz und Einkünfte in 71 weiteren Orten vor allem des Härtsfelds, außerdem waren ihr 10 Pfarreien inkorporiert. Wiederholt wurde das Kloster durch Brände, aber auch durch Kriegshandlungen zerstört: So bereits im 12. Jahrhundert, als Neresheim mit anderen Hirsauer Reformklöstern auf päpstlicher Seite stand, im Schmalkaldischen Krieg, im Dreißigjährigen Krieg und in den Kriegen im Gefolge der französischen Revolution.
Ab 1497 orientierte sich die Abtei an der benediktinischen Melker Observanz, die besonders von Abt Johannes II. Vinsternau (1510–1529) gefördert wurde.
Ende des 16. Jahrhunderts flammte der Konflikt um die Reichsunmittelbarkeit der Abtei wieder auf, als Oettingen-Wallerstein die Jurisdiktionsgewalt forderte. Eine kaiserliche Kommission vermittelte 1583 in München einen Vergleich.
Seit 1685 gehörte Kloster Neresheim zur Augsburger Benediktinerkongregation vom Hl. Geist. Im 17. und 18. Jahrhundert existierten rege Beziehungen des Neresheimer Konvents zur Universität Dillingen. Bis 1806 bestand zudem beim Kloster ein Hausstudium für Philosophie und Theologie sowie ein Gymnasium.

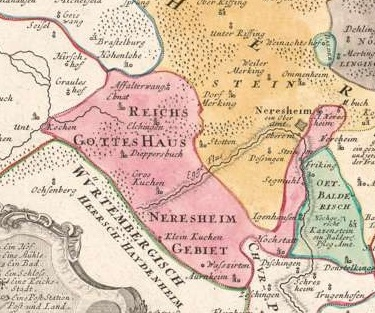
Territorium der Reichsabtei Neresheim, hier „Reichsgotteshaus Neresheim“ genannt (rosa). Die Stadt Neresheim gehörte nicht zum Gebiet der Reichsabtei.

1739 gerieten die Abtei und das Haus Oettingen-Wallerstein wegen des Verkaufs von Holz erneut in Streit, was eine regelrechte Prozesslawine auslöste: Die Grafen von Oettingen-Wallerstein erhoben Klage vor dem Reichskammergericht in Wetzlar, die Abtei vor dem Reichshofrat – möglicherweise erhoffte sich der Konvent dort bessere Chancen. Da die Oettinger schneller vorstellig wurden, wurde das Verfahren, das von beiden Seiten mit großem Aufwand betrieben wurde und von Propaganda begleitet war, vom Reichskammergericht geführt.
Nach mehr als 20 Jahren Prozessdauer einigte man sich auf einen Vergleich, der nach Nachbesserungen auch vom Reichshofrat gebilligt wurde: 1764 erlangte die Abtei die Reichsstandschaft und wurde zur Reichsabtei Neresheim (auch „Reichsstift“ genannt). Sie erkaufte dies aber mit der Abtretung von zahlreichen Besitzungen (darunter die Stadt Neresheim) an die Grafen von Oettingen-Wallerstein.
Die Reichsabtei Neresheim war auf der Schwäbischen Prälatenbank des Reichsfürstenrats mit einer Kuriatstimme vertreten (siehe auch Schwäbischer Reichskreis). Der Abt war nun ein Reichsprälat (Reichsabt). Wegen der Gebietsverluste konnte er aber nur über ein winziges Territorium die weltliche Herrschaft ausüben. In diesem rund 80 km² großen Gebiet lebten etwa 2500 Menschen. Michael Dobler († 1815) war von 1787 bis 1803 der letzte Reichsabt von Neresheim.

### Säkularisation

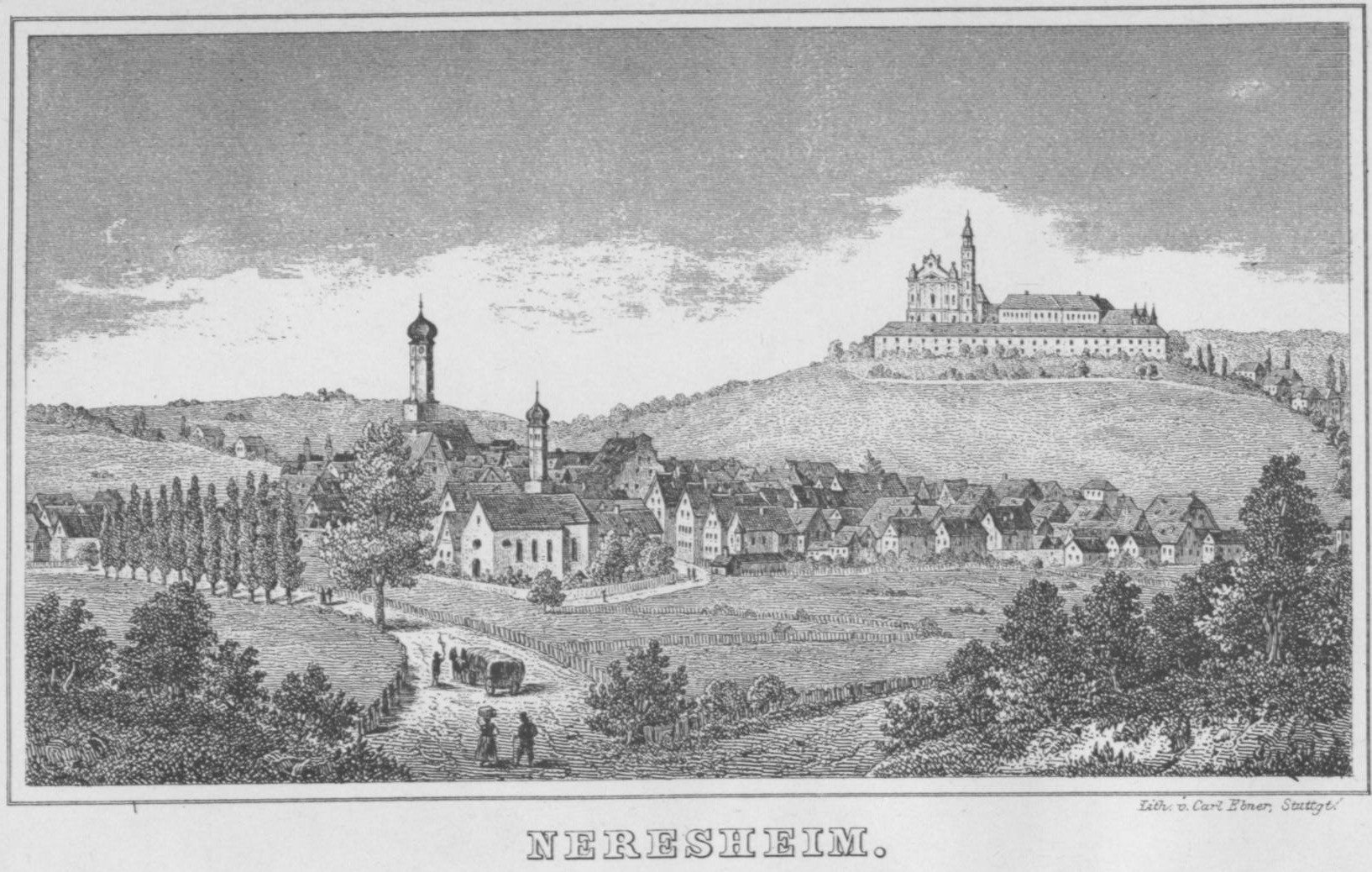
Ansicht von etwa 1875

Das Kloster wurde durch die Säkularisation im Jahr 1803 aufgehoben und fiel an die Fürsten von Thurn und Taxis, 1806 ging es mit der Rheinbundakte an Bayern, 1810 mit dem Grenzvertrag zwischen Bayern und Württemberg endgültig an Württemberg.
Die Klosteranlage wurde nun offiziell „Schloß Neresheim“ genannt, so die damalige Schreibweise. „Schloß Neresheim“ war auch der Name einer kleinen politischen Gemeinde, zu der neben dem ehemaligen Kloster auch Gebäude und Flächen in der Umgebung zählten. 1892 folgte die Vereinigung mit Neresheim durch Eingemeindung.
Wertvolle Einrichtungs- und Ausstattungsgegenstände der Abtei gelangten durch die Säkularisation in den Besitz der Thurn und Taxis. Sie sind heute in der Fürstlichen Schatzkammer Thurn und Taxis in Regensburg zu besichtigen, beispielsweise das silberne Tafelservice der Neresheimer Äbte aus dem 18. Jahrhundert.

### Wiedereinrichtung der Abtei
Die Fürsten von Thurn und Taxis ermöglichten 1919 die Wiederbesiedlung durch Benediktiner aus der Erzabtei Beuron und der Abtei Emaus in Prag. Am 14. Juni 1920 wurde die Abtei Neresheim kirchenrechtlich wiedererrichtet. Erster Abt nach der Wiederbegründung wurde Bernhard Durst (1921–1965). Sein Nachfolger war Johannes Kraus (1965–1977). Auf ihn folgte Abt Norbert Stoffels (1977–2012).

### Bedeutende Äbte und Mönche
Unter den Klostervorstehern ragen einige heraus:
- Pilgrim von Berrieden (1126–1138). Er führte einen umfangreichen Briefwechsel mit Hildegard von Bingen.
- Johann Vinsternau (1510–1529) initiierte die Melker Reform in Neresheim.
- Unter Abt Simpert Nagel (Niggl) (1682–1706; † 1711) vollzog sich die Barockisierung der Klosteranlage. Niggl war Präses der Augsburger Kongregation.
- Unter Abt Aurelius Braisch (1739–1755; † 1757) begann der Bau der barocken Abteikirche.
- Benedikt Maria Angehrn (1755–1787) setzte sich für die Anerkennung der Reichsunmittelbarkeit ein, bis seine Abtei nach jahrhundertelangen Auseinandersetzungen im Jahr 1764 Reichsabtei wurde. Er war der erste unstrittige Reichsprälat. In seiner Amtszeit wurde der Bau der barocken Klosterkirche großenteils abgeschlossen.

Aus dem Neresheimer Mönchskonvent erlangten Bedeutung: 
- Benedikt Holland (1775–1852) als Pädagoge.
- Karl Nack (1751–1828) als Pädagoge und Prediger. Er verfasste auch ein Abteigeschichte (1792), Katechismen und Andachtsbücher. 1821 wurde er Domkapitular in Augsburg.
- Beda Pracher (1750–1819) als Pädagoge.
- Benedikt Maria Werkmeister (1745–1823) als aufklärerischer Kirchenreformer.

## Gegenwart

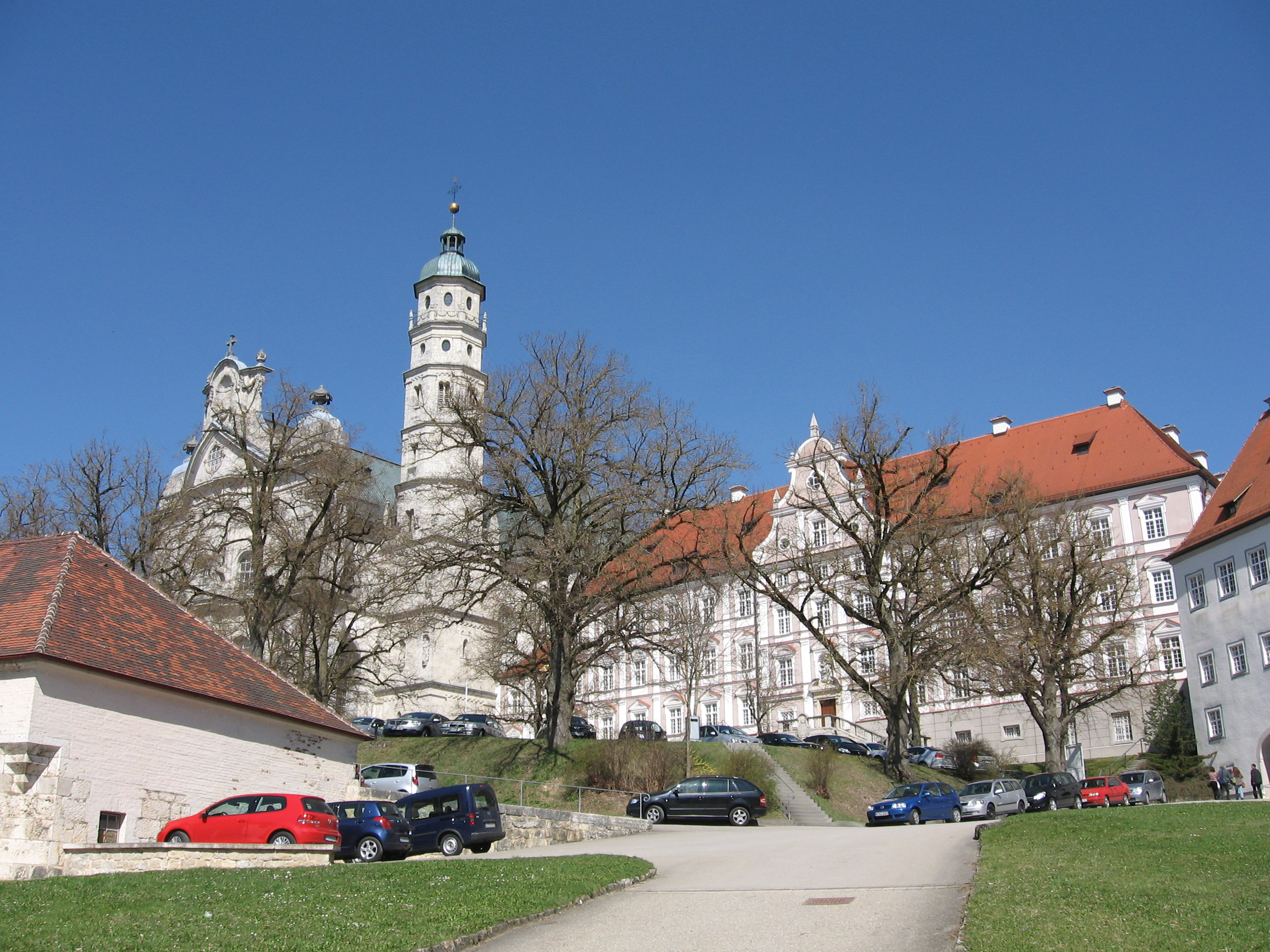
Der Innenhof, Westseite

Das Kloster gehört der Beuroner Kongregation an. Fünf Mönche, die alle die ewige Profess abgelegt haben, bilden heute (Stand April 2024) den Konvent der Abtei Neresheim.
Pater Albert Knebel steht dem Konvent vor. Er wurde im März 2012 für drei Jahre zum Prior-Administrator gewählt und 2015 für weitere drei Jahre als Prior-Administrator bestätigt. 2018 und 2024 wurde er für jeweils sechs Jahre als Konventualprior wiedergewählt. Albert Knebel leitet den im Jahr 2004 von ihm gegründeten Knabenchor der Abtei Neresheim (siehe unten).
Pater Albert Knebel entdeckte im Jahr 2013, dass der verstorbene Abt Norbert Stoffels zwei geheime Konten mit einem Vermögen von insgesamt rund 4,3 Millionen Euro angelegt hatte. Die Herkunft der Gelder konnte nur teilweise aufgeklärt werden. Im Jahr 2019 entschied der Bundesgerichtshof letztinstanzlich, dass das Vermögen dem Kloster zufällt. Mit dem Geld kann ein Teil der laufend anfallenden Kosten für Sanierungsarbeiten an den Klostergebäuden abgedeckt werden. Der Verein zur Erhaltung der Abteikirche Neresheim e. V. hat sich dem Erhalt der Klostergebäude verpflichtet und fördert ihre Renovierung.
Seit Ende Oktober 2009 beherbergt das Konventgebäude ein Klostermuseum, das die Geschichte der Abtei darstellt. Im Rahmen einer Führung können der Michaelisaal und der von Dominikus Zimmermann prachtvoll ausgestaltete Festsaal besichtigt werden – der einzige Festsaal, den der Baumeister der Wieskirche gestaltete.
Das Tagungs- und Gästehaus mit seinem Restaurant wurde nach Auslaufen des Pachtvertrages Ende November 2021 geschlossen. Seit April 2022 beherbergt das bisherige Tagungshaus eine Gemeinschaftsunterkunft des Ostalbkreises für Flüchtlinge aus der Ukraine. In der Nähe der Abteikirche wurde ein Klostercafé eingerichtet, das in der warmen Jahreszeit Besucher und Gäste versorgt.

## Kirche

### Architektur

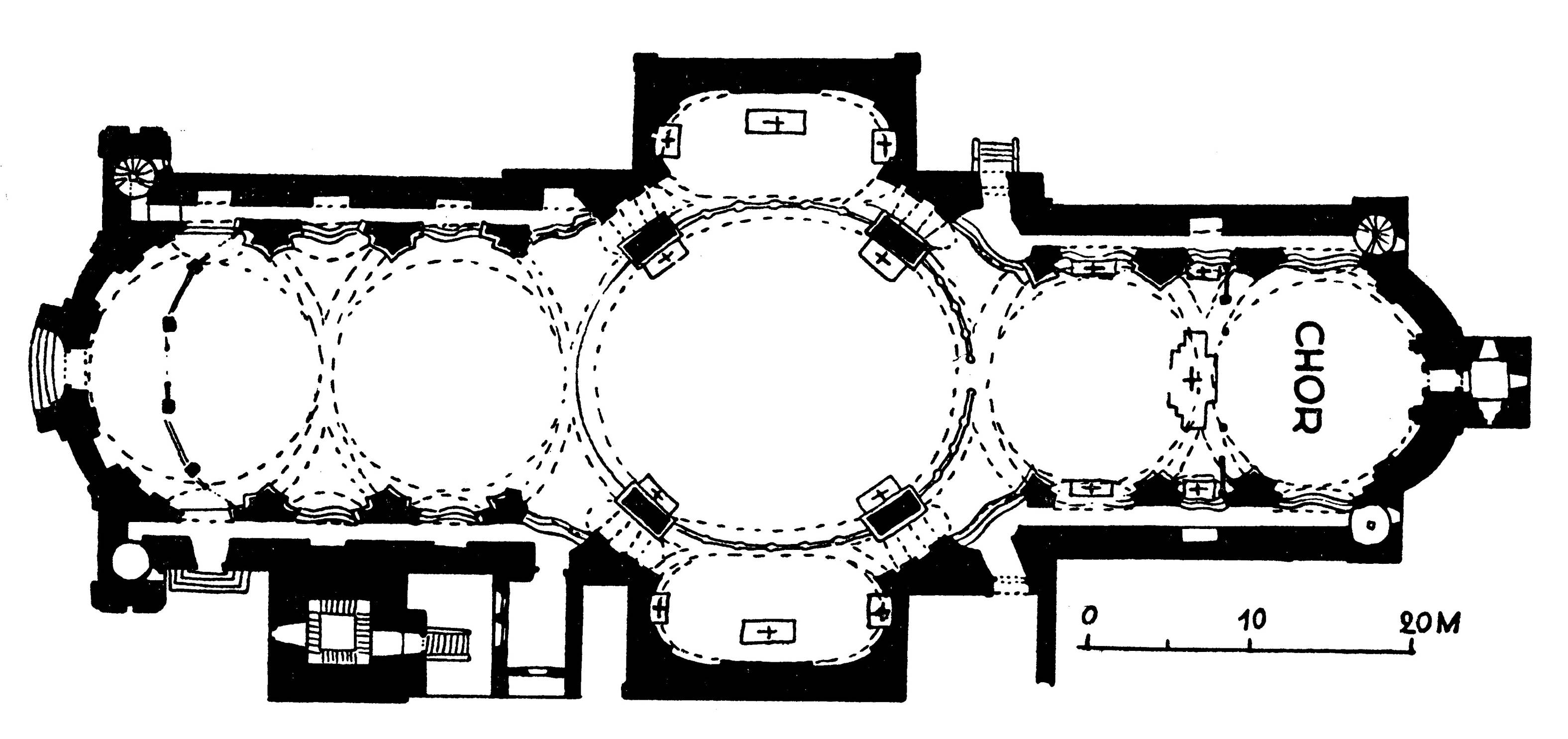
Grundriss der Klosterkirche

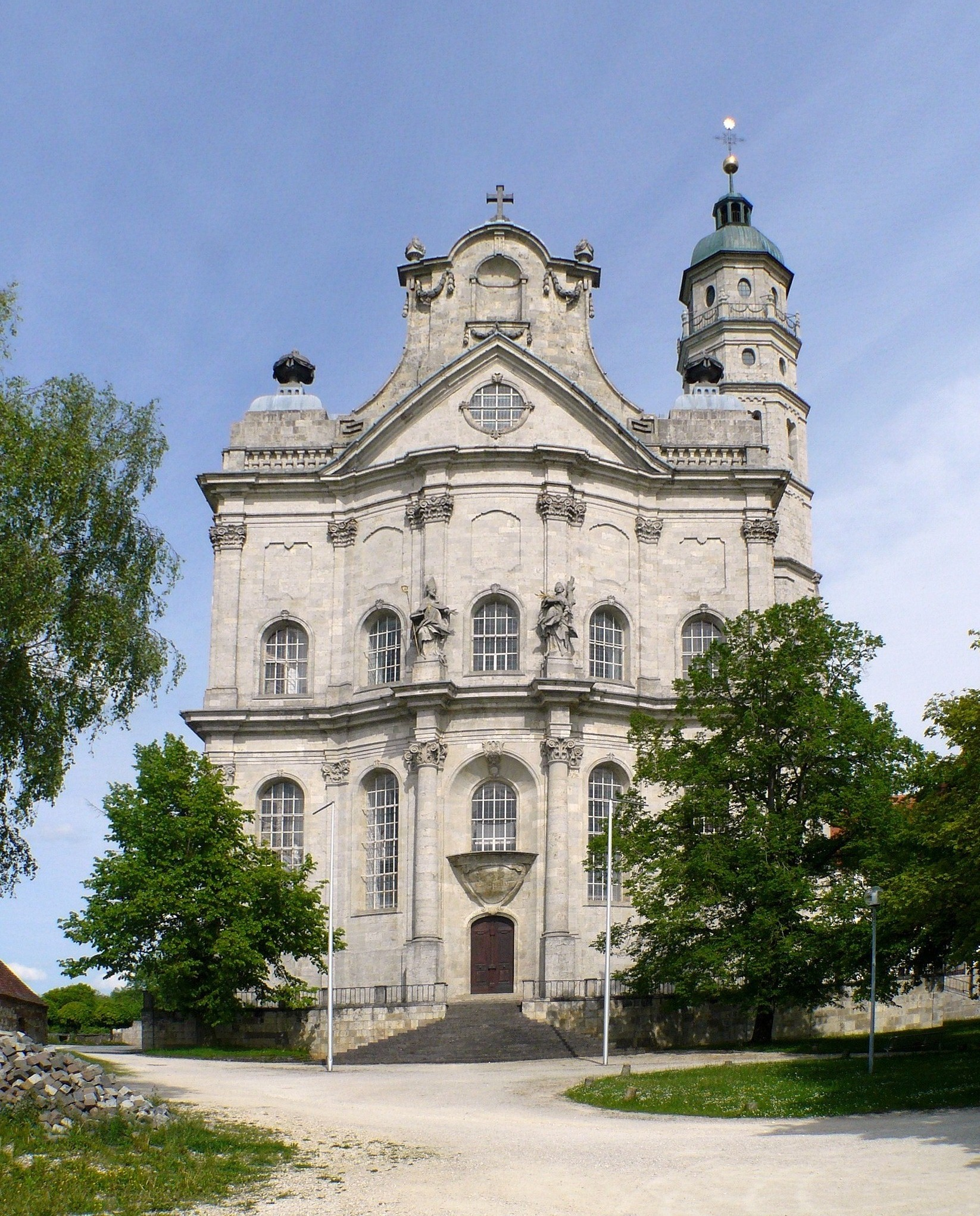
Westansicht der Abteikirche

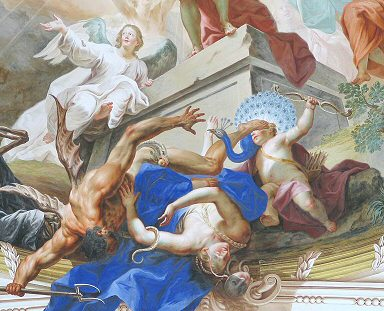
Ausschnitt aus Knollers Deckenfresko

Das Kirchengebäude ist 83 Meter lang und 35 Meter breit, es weist einen lateinischen Kreuzgrundriss und sieben Kuppelräume auf. Längs- und Zentralbau sind harmonisch miteinander verbunden. Die Hauptkuppel wird von vier freistehenden Säulenpaaren getragen, sie ist 32 Meter hoch, 24 Meter lang und 20 Meter breit.
Im Süddeutschland-Band seines Handbuchs der Deutschen Kunstdenkmäler (1908) nannte Georg Dehio den Kirchenbau „erschütternd großartig“. Er urteilte: „Die Barockarchitektur, nicht nur Deutschlands, sondern Europas, hat weniges, was sich mit ihm messen kann.“

### Baugeschichte
Die Kirche der mittelalterlichen Klosteranlage, eine romanischen Basilika, wurde von 1126 bis 1190 südlich der heutigen Kirche errichtet. 1568/69 erfolgte der Anbau eines größeren Chors, 1695 eine Barockisierung.
Die heutige Abteikirche wurde von 1750 bis 1792 nach Plänen von Balthasar Neumann erbaut. Neumann wurde 1747 beauftragt und legte im selben Jahr einen ersten Entwurf vor. Als Baubeginn werden teils auch die Jahre 1748 und 1749 genannt. 1748 übernahm Leonard Stahl, ein Schüler Neumanns, die Bauleitung vor Ort, im selben Jahr begannen die Arbeiten am Fundament. 1749 lag der endgültige Plan von Neumann vor. Der Grundstein wurde offiziell am 4. Juli 1750 gelegt.
Neumann starb am 19. August 1753. Zu seinem Nachfolger wurde Johann Baptist Wiedemann aus Donauwörth berufen. Wiedemann wollte nach Neumanns Plänen weiterarbeiten, der Konvent unter Führung des Abtes Benedikt Maria Angehrn beschloss allerdings 1759 Änderungen. Die Gewölbe, ursprünglich aus Stein geplant, sollten nun als flache Holzgewölbe ausgeführt werden und die Laterne über der Kuppel der Vierung sollte nicht aufgesetzt werden. Im Winter 1770 waren die Einwölbungen fertig, dann konnte mit der Ausgestaltung begonnen werden. Die Kirche wurde 1777 durch den Abt Angehrn benediziert.
Die romanische Basilika wurde während der Bauarbeiten noch bis 1782/83 genutzt, dann wurde sie abgerissen. Kurz darauf entstanden zwei Verbindungstrakte zwischen dem Konventgebäude und der neuen Kirche.
Auf dem 50-DM-Schein, der von 1991 bis 2002 gültig war, ist die Klosterkirche auf der Rückseite als Längsschnitt abgebildet – allerdings in einer nicht ausgeführten Entwurfsvariante (die Vorderseite zeigt den Architekten Balthasar Neumann).
1965 drohte der Einsturz der Kirche, da Senkungen in der Hauptkuppel Mauerrisse verursachten. Von 1969 bis 1975 wurde das Gebäude umfassend restauriert.

### Fresken
Der Baumeister Stahl verpflichtete für die Anfertigung der Fresken den Hofmaler des österreichischen Statthalters in Mailand, Martin Knoller. Der Freskant schuf von 1770 bis 1775 sieben Kuppelfresken, die zu den wichtigsten des späten Barock gezählt werden.

### Ausstattung
Der Stiftsbaumeister Thomas Schaidhauf versah den Kirchenraum von 1776 bis 1792 mit sparsamen Arkaturen und einer Ausstattung im Stil der frühklassizistischen Regelmäßigkeit.
- Das Chorwandkruzifix ist 6,6 Meter hoch.
- Die beiden Seitenaltäre sind charakteristisch für die Arbeit Schaidhaufs und der Dreifaltigkeit und der Muttergottes geweiht.[17]

### Innenansichten

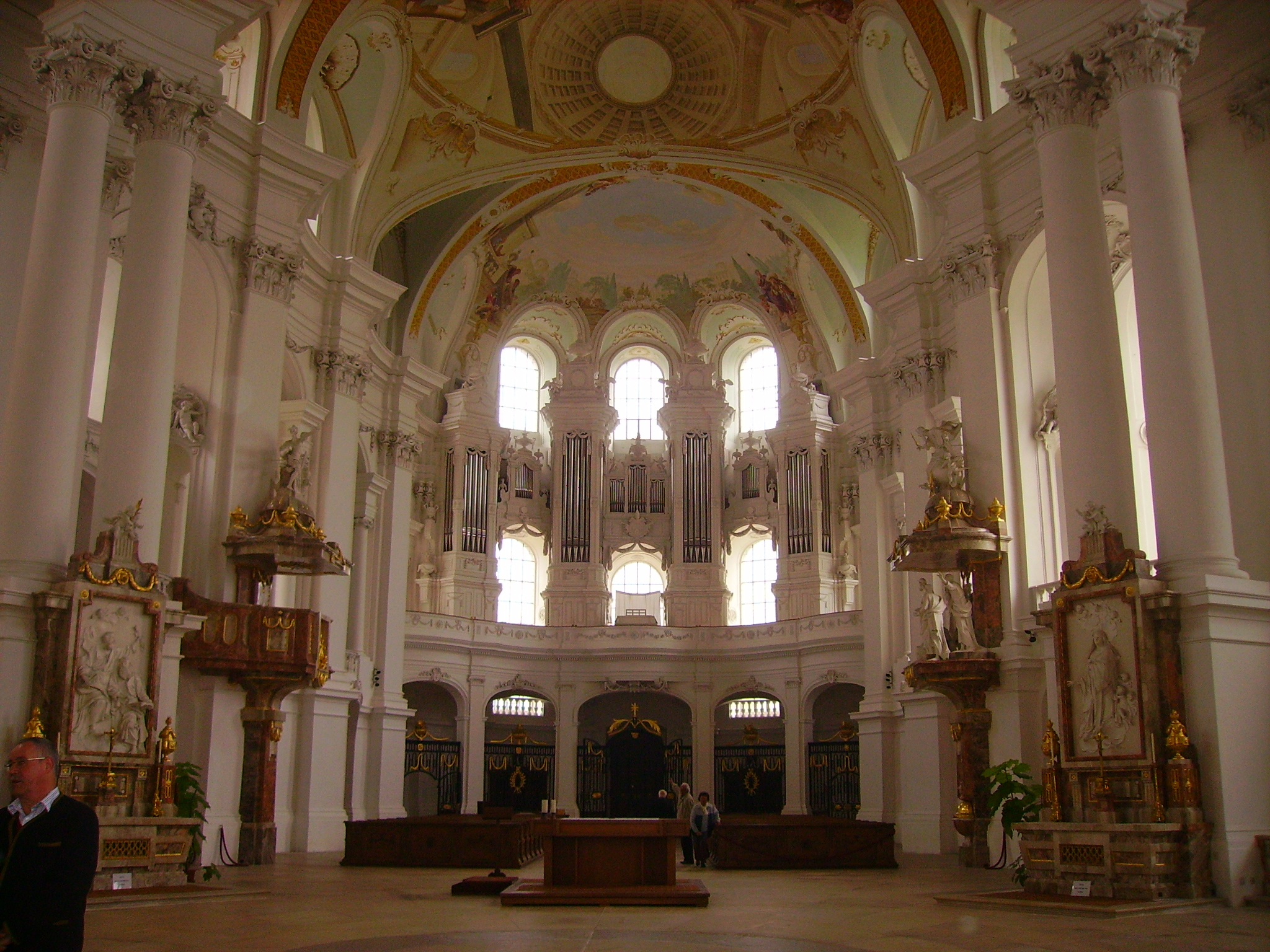
Blick nach Westen
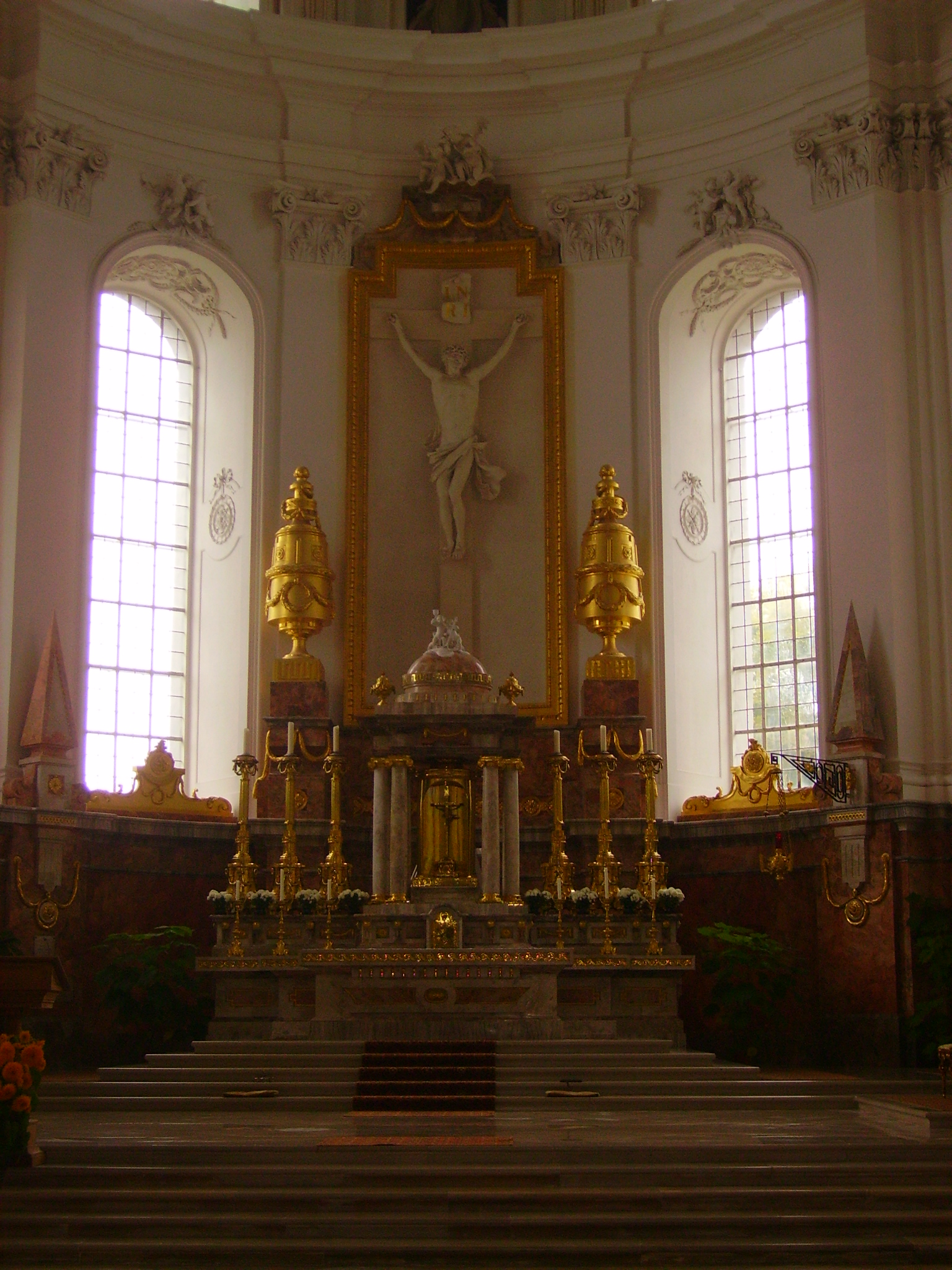
Hochaltar im Osten
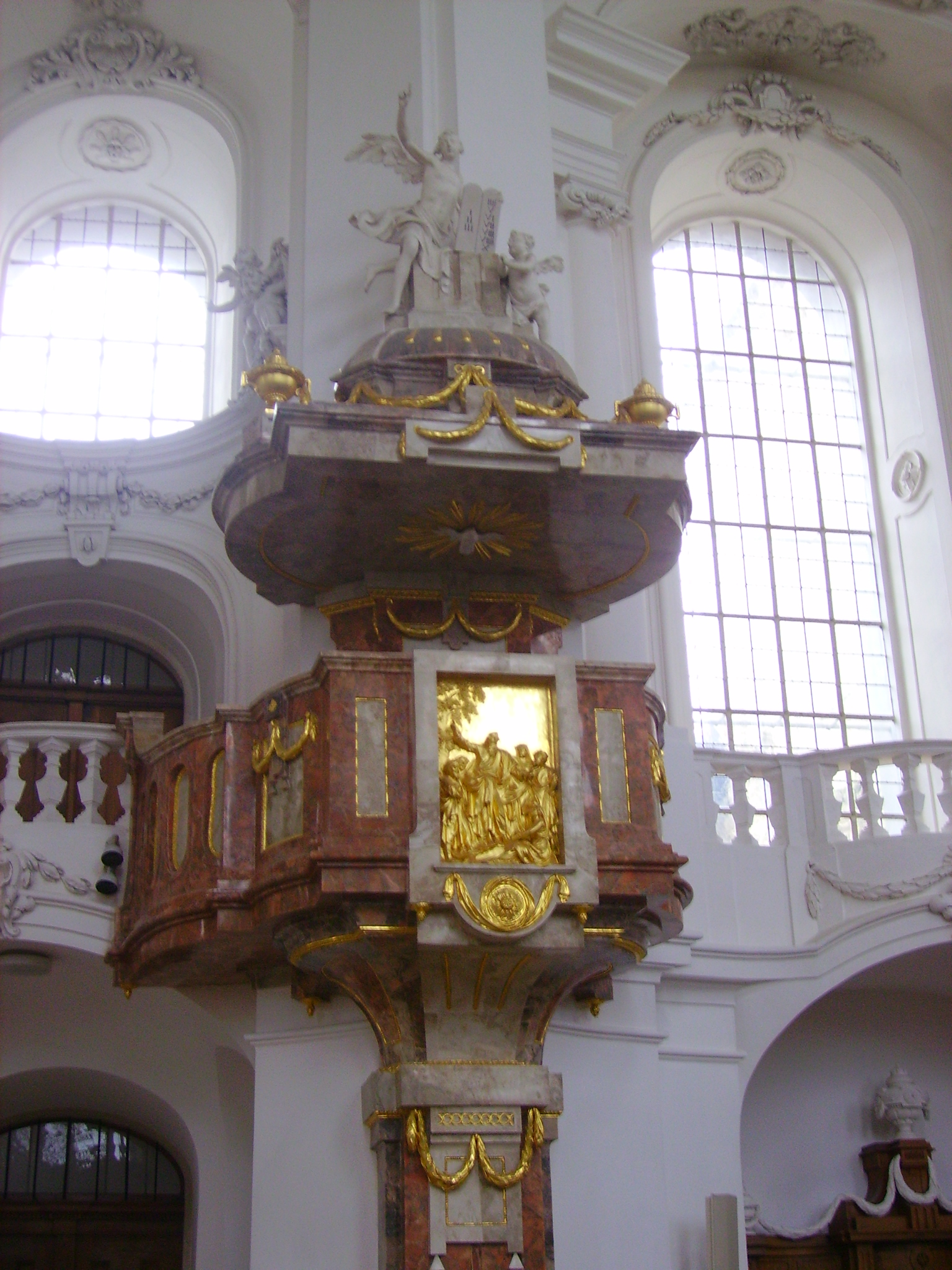
Kanzel
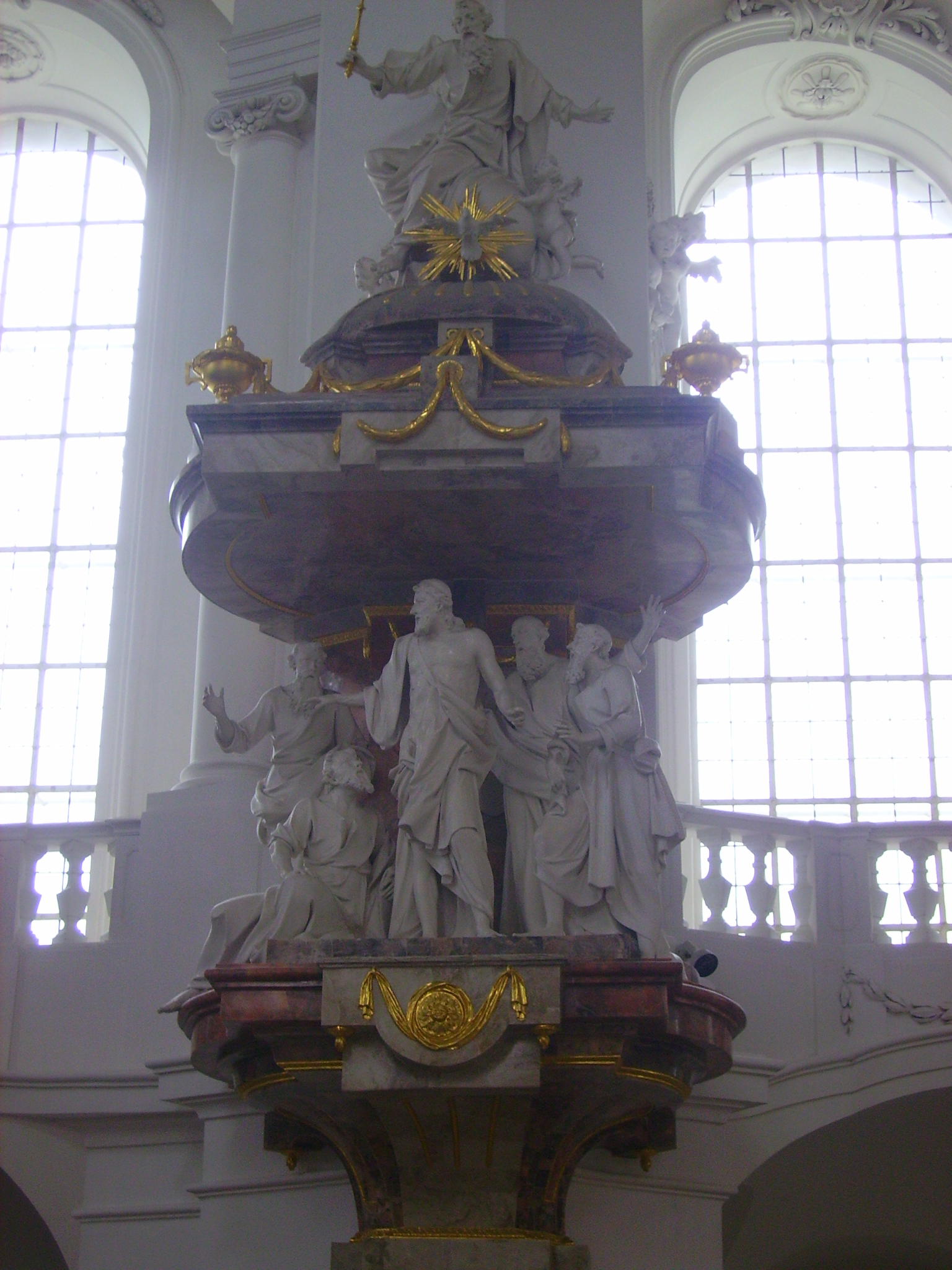
Figurengruppe aus Stuck

### Orgeln

#### Hauptorgel
Die Hauptorgel wurde von 1794 bis 1797 von Johann Nepomuk Holzhey aus Ottobeuren erbaut. Ihren Prospekt entwarf Thomas Schaithauf, der Baudirektor der Abtei. Er ist durch denjenigen der Hauptorgel der Basilika Weingarten von Josef Gabler inspiriert, ebenso wie durch die etwas früheren Prospekte Holzheys in Rot an der Rot und Weißenau. Nach mehrfachen Veränderungen wurde 1979 durch die Schweizer Orgelbaufirma Kuhn der ursprüngliche Zustand der Orgel weitgehend wiederhergestellt.
| I Hauptwerk C–f3 |                  |       |
| 1.               | Bordon (ab g0)   | 32′   |
| 2.               | Principal        | 16′   |
| 3.               | Octav            | 8′    |
| 4.               | Coppel           | 8′    |
| 5.               | Violoncell       | 8′    |
| 6.               | Piffarre         | 8′    |
| 7.               | Quintadena       | 8′    |
| 8.               | Octav            | 4′    |
| 9.               | Flöt             | 4′    |
| 10.              | Quinte           | 2 ⁄3′ |
| 11.              | Octav            | 2′    |
| 12.              | Mixtur VII       |       |
| 13.              | Cimbal V         |       |
| 14.              | Cornet V (ab g0) |       |
| 15.              | Trompet          | 8′    |
| 16.              | Cromorne         | 8′    |
| 17.              | Claron           | 4′    |

| II Oberwerk C–f3 |                 |    |
| 18.              | Principal       | 8′ |
| 19.              | Bordon          | 8′ |
| 20.              | Flaut travers   | 8′ |
| 21.              | Salicet         | 8′ |
| 22.              | Gamba           | 8′ |
| 23.              | Unda Maris      | 8′ |
| 24.              | Holflöt         | 4′ |
| 25.              | Waldflöt        | 4′ |
| 26.              | Feldflöt        | 4′ |
| 27.              | Flagiolet       | 2′ |
| 28.              | Nazard V        |    |
| 29.              | Sexquialter III |    |
| 30.              | Sonnet II       |    |
| 31.              | Hoboe           | 8′ |
| 32.              | Douce Clarinet  | 8′ |

| III Echowerk C–f3 |            |    |
| 33.               | Nachthorn  | 8′ |
| 34.               | Dulciana   | 8′ |
| 35.               | Spitzflöt  | 4′ |
| 36.               | Fugari     | 4′ |
| 37.               | Syflöt     | 2′ |
| 38.               | Cornet IV  |    |
| 39.               | Hörnle III |    |
| 40.               | Vox Humana | 8′ |
|                   | Tremulant  |    |

| Pedal C–f1 |            |          |
| 41.        | Prestant   | 16′      |
| 42.        | Bordon     | 16′      |
| 43.        | Flauten    | 8′       |
| 44.        | Flötenbass | 8′       |
| 45.        | Violonbass | 8′       |
| 46.        | Bompart    | 16′      |
| 47.        | Trompet    | 8′       |
| 48.        | Claron     | 4′       |
|            | Pauken     | A und d0 |

- Koppeln: II/I, III/I, III/II, I/P, II/P
- Stimmung: Kirnberger III, a1 = 421 Hz
- Anmerkungen

1. ↑  C–fis0 aus Bordon (Nr. 19).
2. ↑  C–fis0 aus Salicet (Nr. 21).
3. ↑  C–fis0 aus Nachthorn (Nr. 33).
4. 1 2  Bass/Diskant geteilt
5. ↑  vor Restaurierung 1979: bis a0

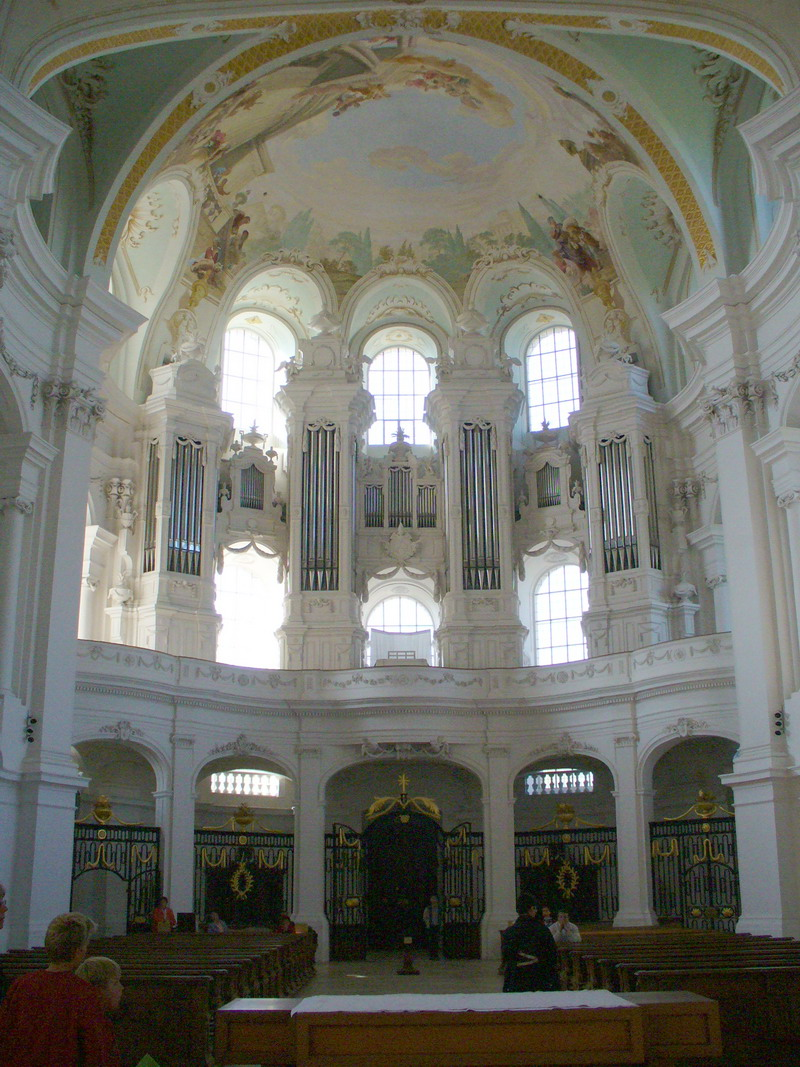
Barocke Holzhey-Orgel
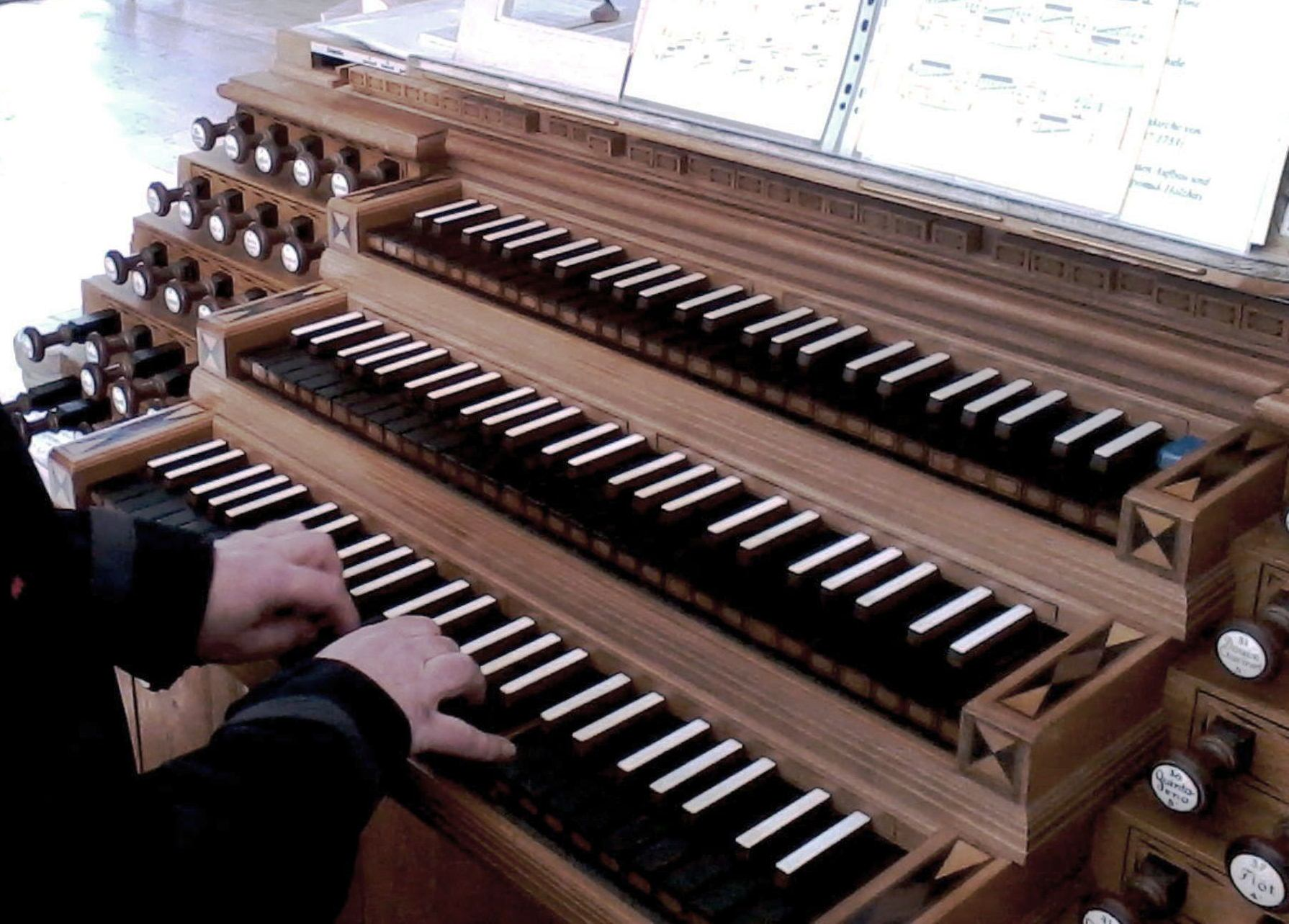
Freistehender Spieltisch der Holzhey-Orgel

#### Chororgel
Seit 1949 besitzt die Abteikirche eine Chororgel der Firma Steinmeyer mit zwei Manualen und 27 Registern. Sie kann auch vom Spieltisch der Hauptorgel aus gespielt werden. Ihr Prospekt stammt von der 1781 erbauten Chororgel von Joseph Höß.
| I Hauptwerk Evangelienseite |              |        |
| 1.                          | Principal    | 8′     |
| 2.                          | Rohrflöte    | 8′     |
| 3.                          | Salicional   | 8′     |
| 4.                          | Praestant    | 4′     |
| 5.                          | Flauto dolce | 4′     |
| 6.                          | Quintade     | 4′     |
| 7.                          | Quinte       | 2 ⁄3′  |
| 8.                          | Octav        | 2′     |
| 9.                          | Terz II      | 1 3⁄5′ |
| 10.                         | Mixtur IV    | 1 ⁄3′  |
|                             | Tremulant    |        |

| II Nebenwerk C– Epistelseite |                   |                |
| 11.                          | Bourdon           | 16′            |
| 12.                          | Singend Principal | 8′             |
| 13.                          | Gedackt           | 8′             |
| 14.                          | Gemshorn          | 8′             |
| 15.                          | Schwebung (ab c)  | 8′             |
| 16.                          | Ital. Principal   | 4′             |
| 17.                          | Koppelflöte       | 4′             |
| 18.                          | Waldflöte         | 2′             |
| 19.                          | Sifflöte          | 1′             |
| 20.                          | Cymbel III        | 1 ⁄2′          |
| 21.                          | Terzian II        | 1 3⁄5′ + 1 ⁄3′ |
| 22.                          | Trompete          | 8′             |

| Pedal |                         |     |
| 23.   | Untersatz               | 16′ |
|       | Bourdon (Transmission)  | 16′ |
| 24.   | Zartbass                | 8′  |
| 25.   | Octavbass               | 4′  |
|       | Flötbass (Transmission) | 4′  |
| 26.   | Choralbass              | 4'  |
|       | Quintade                | 4′  |
|       | Octave                  | 2′  |
| 27.   | Posaune                 | 16′ |

### Geläut
Das Glockengeläut der Abteikirche besteht aus sieben Glocken, von denen fünf im Jahr 1961 in der Gießerei Petit & Gebr. Edelbrock gegossen wurden.
Zwei weitere Glocken stammen aus dem Jahr 1571 und dem 15. Jahrhundert.

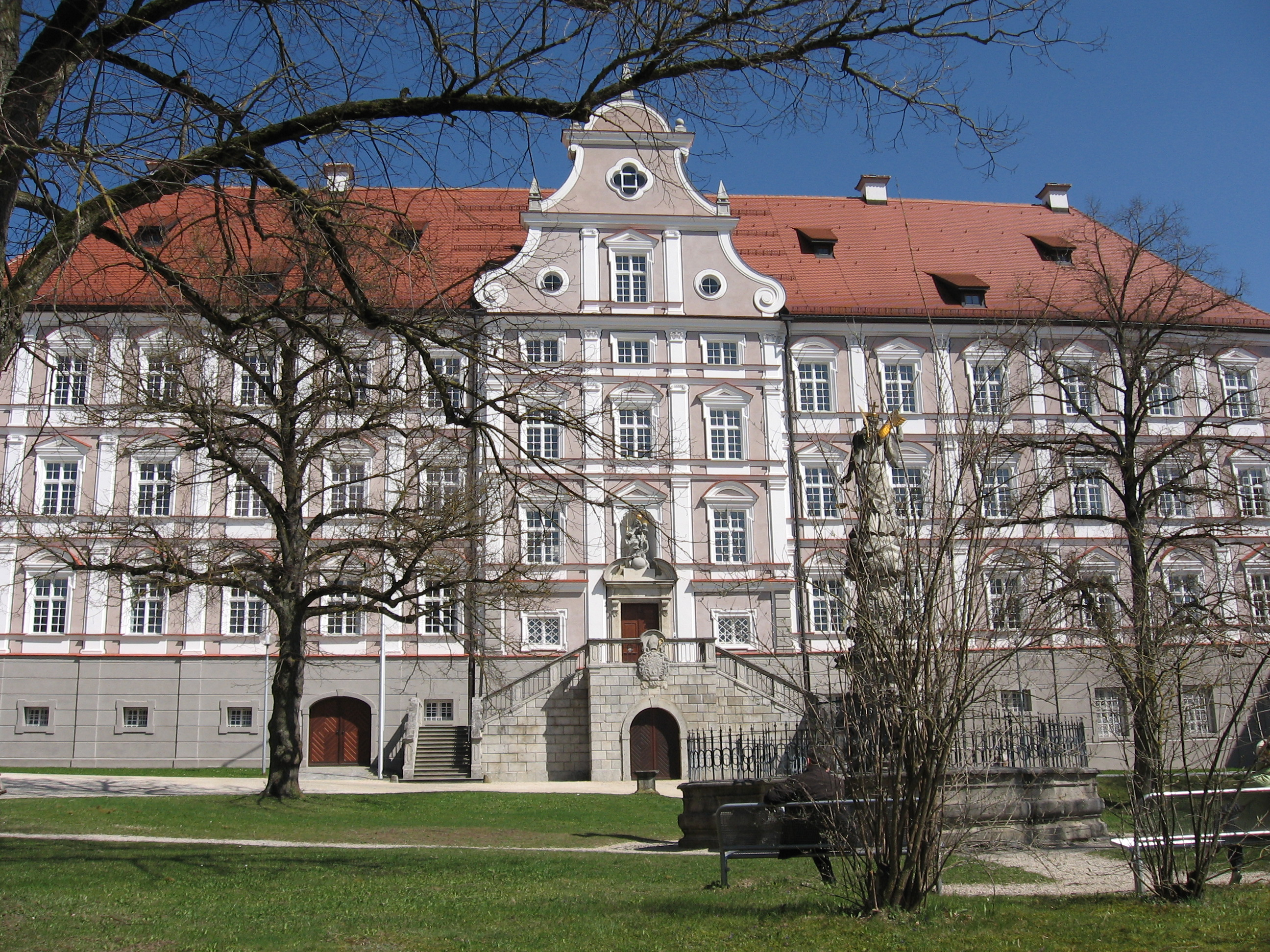
Konventgebäude, Westfassade

| Schlagton | Gießer / Gussjahr             |
| --------- | ----------------------------- |
| h0        | Petit & Edelbrock, 1961       |
| d1        | Petit & Edelbrock, 1961       |
| e1        | Petit & Edelbrock, 1961       |
| g1        | Petit & Edelbrock, 1961       |
| a1        | Petit & Edelbrock, 1961       |
| h1        | Christoph Glockengießer, 1571 |
| d2        | Anonym, 15. Jahrhundert       |

## Konventgebäude
Baumeister des von 1699 bis 1712 errichteten Konventgebäudes war Michael Wiedemann aus Unterelchingen. Noch kurz zuvor (1697) hatte er mit dem Bau des Schlosses Freudental begonnen. Der Barockgiebel der Westfassade wurde vermutlich 1755, spätestens aber bis 1792 wegen Baufälligkeit entfernt. Der heutige Giebel ist eine Nachbildung aus dem Jahr 2004, die aus Brandschutzgründen nötig wurde. Der originale Giebel war vermutlich nie zur selben Zeit wie die barocke Kirche vorhanden, ein Umstand, der eine Diskussion um die Beeinträchtigung eines Kulturdenkmals anstieß.

## Klosterbibliothek
Die Klosterbibliothek Neresheim entstand im Zusammenhang mit einem Skriptorium, das Abt Ortlieb um 1150 einrichtete. Ende des 15. Jahrhunderts erhielt die Klosterbibliothek mehr als 200 Inkunabeln. Um 1600 ließ Abt Melchior Hänlin zahlreiche Bücher neu binden und mit kostbaren Deckelprägungen ausstatten. Im Zusammenhang mit der barocken Erneuerung der Klosteranlage ließ Abt Simpert Niggl zu Beginn des 18. Jahrhunderts einen Bibliothekssaal im Ostflügel des Konventgebäudes bauen. Der Wessobrunner Stiftsbaumeister Johann Schmuzer schuf um 1700 wertvolle Stuckarbeiten im Bibliothekssaal. Zu Beginn des 18. Jahrhunderts wurden nochmals viele Bücher neu gebunden. Die Bücher ab dem 16. Jahrhundert sind heute zum großen Teil einheitlich in weißes Schweinsleder gebunden.
Mit der Säkularisation endete vorerst die Vermehrung des Bestands. Der Großteil der Bibliothek blieb in Neresheim. Im Jahr 1817 ließ der Fürst von Thurn und Taxis jedoch die meisten Handschriften und Inkunabeln in die Hofbibliothek des Hauses Thurn und Taxis in Regensburg bringen. In Neresheim blieben nur 60 Handschriften und 25 Inkunabeln, also nur ein kleiner Teil der wertvollsten Bücher. Durch die Säkularisation fiel auch die Bibliothek des Klosters Obermarchtal mit 4100 Bänden an das Haus Thurn und Taxis. Davon wurde der Großteil der Klosterbibliothek Neresheim als Depositum überlassen.
Um 1550 wurde der erste umfangreiche Katalog der Neresheimer Klosterbibliothek verfasst. 1595 entstand der zweite Katalog. In der zweiten Hälfte des 18. Jahrhunderts wurde unter Abt Angehrn ein mehrbändiger Katalog mit rund 10.000 Nummern erstellt, der sich heute in der fürstlichen Hofbibliothek in Regensburg befindet. In den Jahren 1935 bis 1938 wurde der Buchbestand nochmals katalogisiert, er wurde damals auf 12.400 Bände geschätzt. Nach der Wiedereinrichtung der Abtei 1920 entstand eine neue Arbeitsbibliothek für den Konvent, die auf rund 100.000 Bände anwuchs (Stand 1991).

## Musik in der Abtei

### Knabenchor

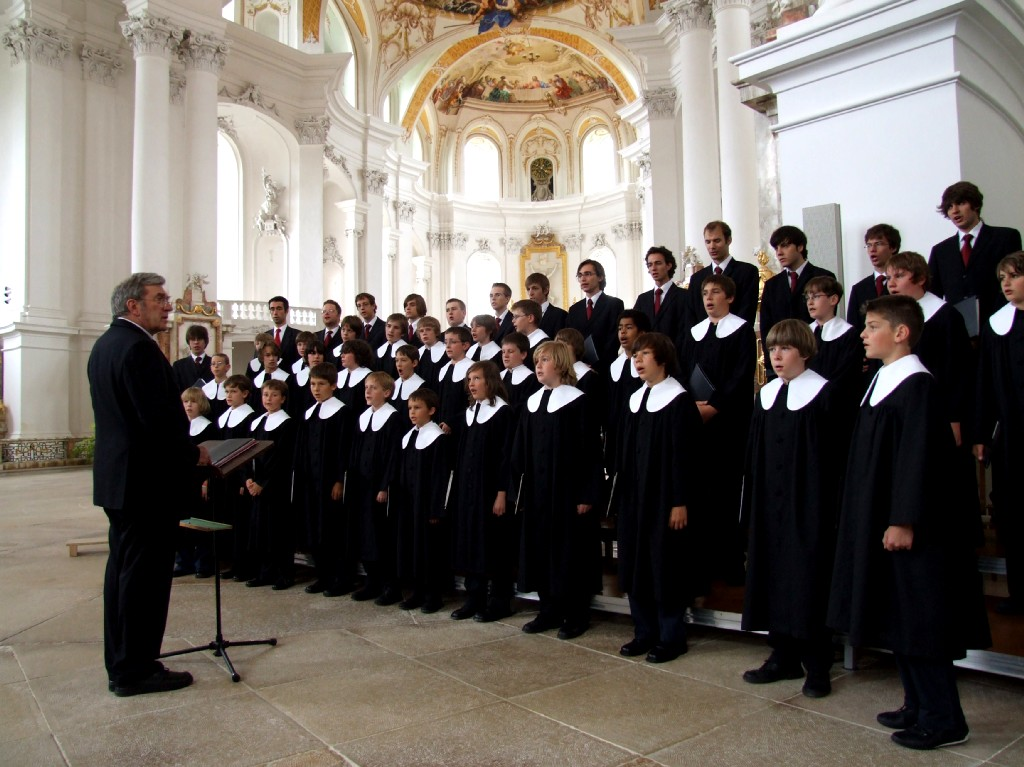
Konzert der Stuttgarter Hymnus-Chorknaben in der Abteikirche (2007)

Der Knabenchor der Abtei Neresheim wurde am 13. Februar 2004 gegründet und wird vom Prior Albert Knebel geleitet. Der Chor singt regelmäßig bei Gottesdiensten in der Abteikirche und bei eigenständigen Auftritten. Neben ein- und mehrstimmigen Chorsätzen aus unterschiedlichen Epochen kommt der Gregorianik eine besondere Bedeutung zu. In dem Knabenchor singen 20 Chorknaben und junge Männer im Alter von 5 bis 25 Jahren, die verschiedenen Konfessionen angehören (Stand Oktober 2021). Der Chor ist Mitglied im Chorverband Pueri Cantores. Andere Knabenchöre haben in der Abteikirche Gastkonzerte gegeben.

### Royal Academy of Music
Seit 1991 besuchen Studenten der Royal Academy of Music in London mit ihren Professoren jährlich die Abtei Neresheim für eine Werkwoche. Sie wirken an täglich drei Gottesdiensten mit und geben öffentliche Konzerte in der Abteikirche. Seit 2016 zählen die Abteikirche und die Stadt Neresheim zu den Ehrenmitgliedern der Royal Academy of Music. Mit der Ehrenmitgliedschaft wurde die langjährige musikalische Kooperation gewürdigt.